# Oncocnemis fasciata
Oncocnemis fasciata är en fjärilsart som beskrevs av H. Edwards 1886. Oncocnemis fasciata ingår i släktet Oncocnemis och familjen nattflyn. Inga underarter finns listade i Catalogue of Life.